# Manolo, siempre Manolo
Manolo, siempre Manolo es un álbum de estudio de Manolo Escobar, grabado en 1981. Dónde se encuentra canciones como No me cuentes cuentos, Amar es vivir, ¡Ay que bonito!, Volver a ser niño, Porque te quiero, Caballo volador, El río de tu amor, Eso ya no se lleva, No sería pescador, Alumno y profesora.

## Pistas
| Manolo, siempre Manolo |                         |          |  |
| N.º                    | Título                  | Duración |  |
| 1.                     | «No me cuentes cuentos» | 2.50     |  |
| 2.                     | «Amar es vivir»         | 3.42     |  |
| 3.                     | «¡Ay, qué bonito!»      | 2.45     |  |
| 4.                     | «Volver a ser niño»     | 3.26     |  |
| 5.                     | «Porque te quiero»      | 2.46     |  |
| 6.                     | «Caballo volador»       | 2.54     |  |
| 7.                     | «El río de tu amor»     | 2.57     |  |
| 8.                     | «Eso ya no se lleva»    | 2.47     |  |
| 9.                     | «No sería pescador»     | 3.06     |  |
| 10.                    | «Alumno y profesora»    | 3.22     |  |
| 27.95                  |                         |          |  |